# 中国科学院上海技术物理研究所
中国科学院上海技术物理研究所（英語：Shanghai Institute of Technical Physics, Chinese Academy of Sciences，简称上海技术物理研究所）是中华人民共和国一家主要关注红外物理与光电技术的科研机构，于1958年在上海创立。
上海技术物理研究所现有中国科学院院士8人、中国工程院院士2人，正高级科技人员162人，副高级科技人员209人。

## 历史
1958年，中国科学院与复旦大学共同创建上海技术物理研究所。
追思 谢希德教授纪念文集

## 机构
- 红外探测全国重点实验室
- 红外物理国家重点实验室
- 传感技术联合国家重点实验室（光传感器专业点）
- 中国科学院红外成像材料与器件重点实验室
- 中国科学院红外探测与成像技术重点实验室
- 中国科学院空间主动光电技术重点实验室
- 中国科学院智能红外感知重点实验室

## 科研成果
| 年度 | 项目名称                                           | 获奖类别                   | 链接                   |
| ---- | -------------------------------------------------- | -------------------------- | ---------------------- |
| 2005 | 碲镉汞薄膜的光电跃迁及红外焦平面材料器件研究       | 国家自然科学奖（二等）     | （页面存档备份，存于） |
| 2011 | 高可靠性氮化镓基半导体发光二极管材料技术及应用     | 国家技术发明奖（二等）     | （页面存档备份，存于） |
| 2012 | 多维精细超光谱遥感成像探测技术                     | 国家技术发明奖（二等）     | （页面存档备份，存于） |
| 2014 | 局域态操控的红外探测机理                           | 国家自然科学奖（二等）     | （页面存档备份，存于） |
| 2015 | 推扫成像型碲镉汞红外焦平面组件关键技术及其航天应用 | 国家科学技术进步奖（二等） | （页面存档备份，存于） |
| 2019 | ？（孙胜利）                                       | 国家技术发明奖（一等）     | （专用项目）           |

## 历任领导
- 谢希德（1958年-1966年，副所长）
- 韩志清（1964年-1966年）
- 徐鑫（1978年-1983年）
- 汤定元（1983年-1985年）
- 匡定波（1985年-1991年）
- 严义埙（1991年-1996年）
- 乐秀海（1996年-2006年）
- 王建宇（2000年-2008年）
- 何力（2008年-2013年）
- 陆卫（2013年-2018年）